# 野々山広三郎
野々山 広三郎（ののやま こうざぶろう、1899年1月4日 - 1985年8月8日）は日本の実業家。サッポロビール社長。長野県東筑摩郡宗賀村（現塩尻市）生まれ。

## 経歴
- 1918年 - 旧制松本中学（現長野県松本深志高等学校）卒業
- 1922年 - 旧制松本高等学校文科甲類卒業
- 1925年 - 東京帝国大学経済学部商学科卒業、大日本麦酒入社
- 1942年 - 上海麦酒工場に会計課長として赴任
- 1949年 - 過度経済力集中排除法に伴う会社分割により日本麦酒の経理部長となる
- 1961年 - 常務取締役
- 1963年 - 専務取締役
- 1967年 - 取締役社長
- 1971年 - 取締役会長